# Ipothalia micaria
Ipothalia micaria är en skalbaggsart som beskrevs av Holzschuh 1990. Ipothalia micaria ingår i släktet Ipothalia och familjen långhorningar. Inga underarter finns listade i Catalogue of Life.